# پایا یووانویچ
پاولا «پایا» یووانویچ (سیریلیک صربی: Павле "Паја" Јовановић) (متولد ۱۶ ژوئن ۱۸۵۹ - درگذشته ۳۰ نوامبر ۱۹۵۷) نقاش صرب بود.
ویووانویچ در طول دوران فعالیت خود بیش از ۱۱۰۰ اثر نقاشی خلق کرد. وی از ابتدای قرن بیستم در جایگاه یکی از زبردست‌ترین نقاشان پرتره اروپا قرار گرفت و بسیار معروف شد.
یووانویچ بیش از ۱۴ بار از پادشاه اتریش – مجارستان فرانتس یوزف نقاشی کشید. در آن زمان صربستان بخشی از امپراتوری اتریش – مجارستان بود؛ بنابراین یووانویچ هم یک تبعه اتریش – مجارستان به شمار می‌رفت. همچنین بسیاری از اشراف و بازرگانان و دانشمندان هم سفارش نقاشی چهره خود را به او دادند و این موجب شد که یووانویچ به ثروت قابل توجهی دست پیدا کند.
مهاجرت صرب‌ها معروفترین اثر یووانویچ است که دارای جایگاه ویژه‌ای در فرهنگ و هنر صربستان است و چندین نویسنده معتقدند که این اثر یکی از بهترین دستاوردهای هنری یووانویچ می‌باشد.

## نگارخانه

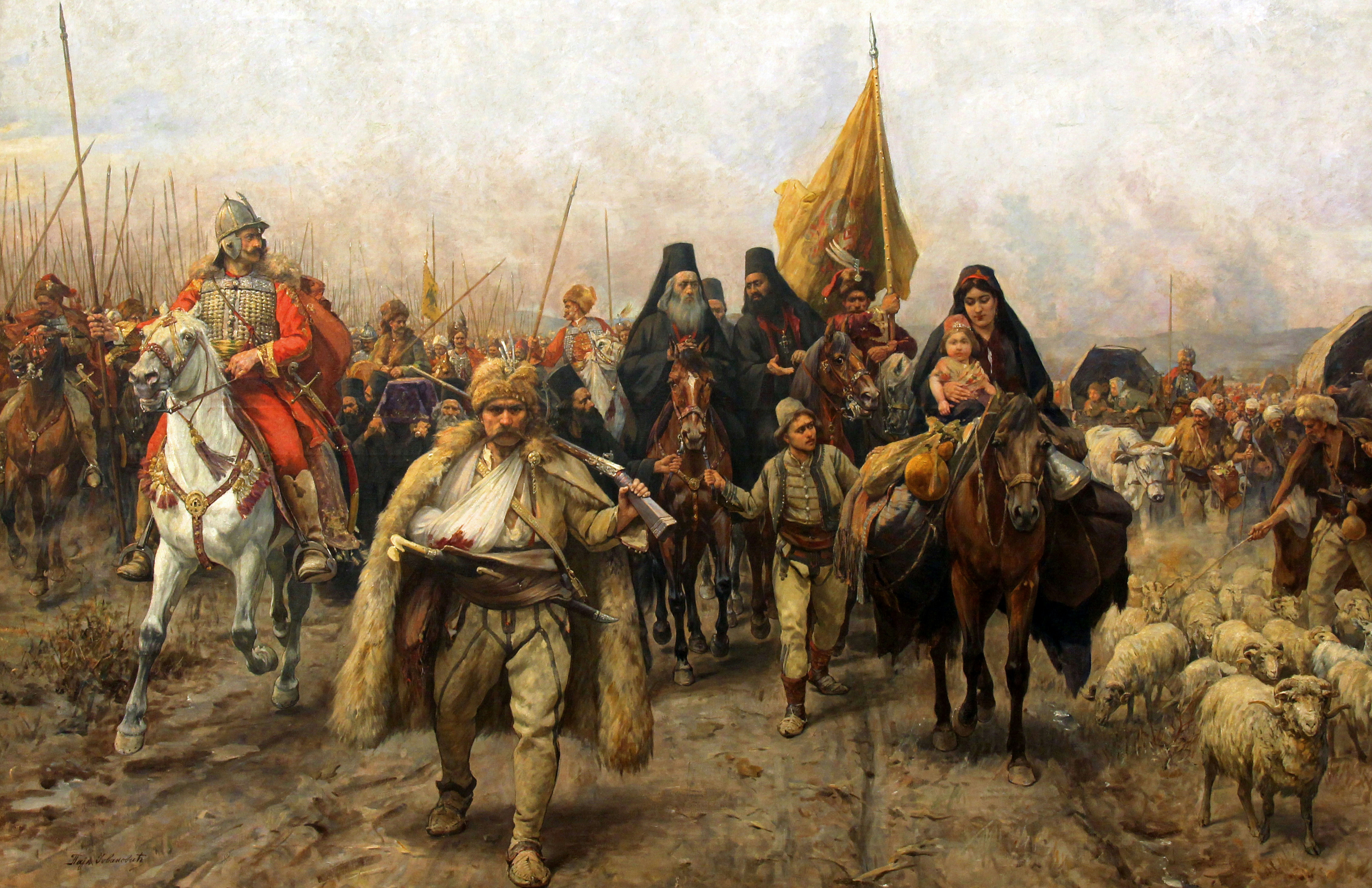
مهاجرت صربها (۱۸۹۶)